# Polycentropus longispinosus
Polycentropus longispinosus är en nattsländeart som beskrevs av Schmid 1958. Polycentropus longispinosus ingår i släktet Polycentropus och familjen fångstnätnattsländor. Inga underarter finns listade i Catalogue of Life.